# Outsider (The Sun)
Outsider è un singolo del gruppo musicale italiano The Sun, terzo estratto dell'album Luce. La canzone sarà inclusa nella raccolta 20, mentre una sua versione in lingua spagnola verrà inserita in Espíritus del Sol.

## Descrizione
La canzone invita ad un risveglio delle coscienze e al rinnovamento politico. Al brano ha contribuito il chitarrista Federico Poggipollini. Un anno prima della pubblicazione come singolo la canzone era stata disponibile in download gratuito.

## Tracce
Testi di Francesco Lorenzi, musiche di Maurizio Baggio, Francesco Lorenzi.
1. Outsider – 2:47

## Video musicale
Il videoclip del brano, realizzato in collaborazione con l'opinion leader e docente universitario Davide Vasta, è stato pubblicato il 20 febbraio 2013, nei giorni precedenti le elezioni politiche. È stato girato a New York (dove il cantante si trovava per il mastering dell'album, presso lo studio di Ted Jensen) dal 20 al 22 aprile 2012 e diretto dal produttore Maurizio Baggio; durante le riprese la troupe si è trovata in mezzo a una manifestazione di Occupy Wall Street e ha deciso di includere i filmati nel video. Nel 2019 è stato pubblicato il medesimo videoclip per la versione spagnola del brano, modificando la lingua delle scritte in sovraimpressione.

## Formazione
Formazione come da libretto.
The Sun
- Francesco "The President" Lorenzi – voce, chitarra
- Riccardo "Trash" Rossi – batteria
- Matteo "Lemma" Reghelin – basso, cori
- Gianluca "Boston" Menegozzo – chitarra, cori

Musicisti aggiuntivi
- Federico Poggipollini – assolo di chitarra